# عيادة غروس (لوحة)
عيادة غروس (بالإنجليزية: The Gross Clinic)‏ هي لوحة بريشة الفنان الأمريكي توماس إيكنز عام 1875. تصور اللوحة الدكتور صموئيل د جروس، وهو أستاذ في السبعين من عمره يلقي محاضرة على مجموعة من طلاب كلية جيفرسون الطبية أثناء أجراء عملية جراحية. في عام 2006 قدرة قيمة أللوحة بسعر 68 مليون دولار امريكي. اللوحة ضمن مجموعة متحف فيلادلفيا للفنون، بنسيلفانيا.

## الوصف
تحظى اللوحة بالإعجاب بواقعية لا هوادة فيها، وتحتل مكانة مهمة في توثيق تاريخ الطب - لأنها تكرم ظهور الجراحة كمهنة علاجية ففي هذه اللوحة يقف البروفيسور غروس بمعطفه الأسود ليشرح لطلبة كلية جيفرسن إحدى أحدث تقنيات عمليات الجراحة وقتها، وهي استبدال عملية بتر الساق بعملية تنظيف للعظم.(في السنوات السابقة، ارتبطت الجراحة في المقام الأول بالبتر، مما تسبب في مضاعفات طبية خطيرة، ثم القتل الرحيم لاحقاً)، ولأنها تظهر كيف كان شكل المسرح الجراحي في القرن التاسع عشر. تستند اللوحة إلى عملية جراحية شهدها الدكتور إيكنز، حيث قام بمعالجة شابًا من التهاب العظم والنقي في عظم الفخذ. تم تصوير إيكنز هنا وهو يؤدي عملية طبيعية محافظة، على عكس البتر الذي يتم إجراؤه بشكل طبيعي. هنا، يحتشد الجراحون حول المريض المخدر في معاطفهم الطبيعية - هذا قبل اعتماد بيئة جراحية صحية. وبالتالي غالبًا ما تتناقض لوحة عيادة غروس مع لوحة إيكنز اللاحقة عيادة أغنيو (1889)، والتي تصور مسرحًا جراحيًا أنظف وأكثر إشراقًا مع المشاركين فيه وهم يرتدون «المعاطف البيضاء». عند المقارنة بين الاثنين، يُلاحظ التقدم في فهم الوقاية من العدوى. من المفترض أن المريض الذي تم تصويره في أللوحة كان صبيًا مراهقًا، على الرغم من أن الجسم المكشوف، فلا يمكن تمييزه تمامًا فيما إذا كان ذكر أو أنثى؛ ألا أن اللوحة صادمة لكل من العرض الغريب لهذا الشكل ولهدوء العملية. إضافة إلى الدراما هي المرأة الوحيدة في اللوحة التي شوهدت في الوسط، ربما والدة المريض، تترنح في حزن. يعمل شكلها الدرامي بمثابة تناقض قوي مع السلوك الهادئ والمهني للرجال الذين يحيطون بالمريض. كان هذا التصوير الدموي الصريح جدًا للجراحة صادمًا في الوقت الذي عُرض فيه لأول مرة. تُظهر لوحة إيكنز أيضًا استخدام التخدير العام (حيث لم يتم اختراعه قبل قرون) لتسهيل العملية، واستخدام القفازات الطبية (لم يتم استخدامها في الجراحة قبل سنوات، ويتم إجراء العمليات بأيد غير معقمة، مما تسبب في إصابة الجرح بالألتهابات بعد ذلك).
|  |  |

## الاستقبال النقدي

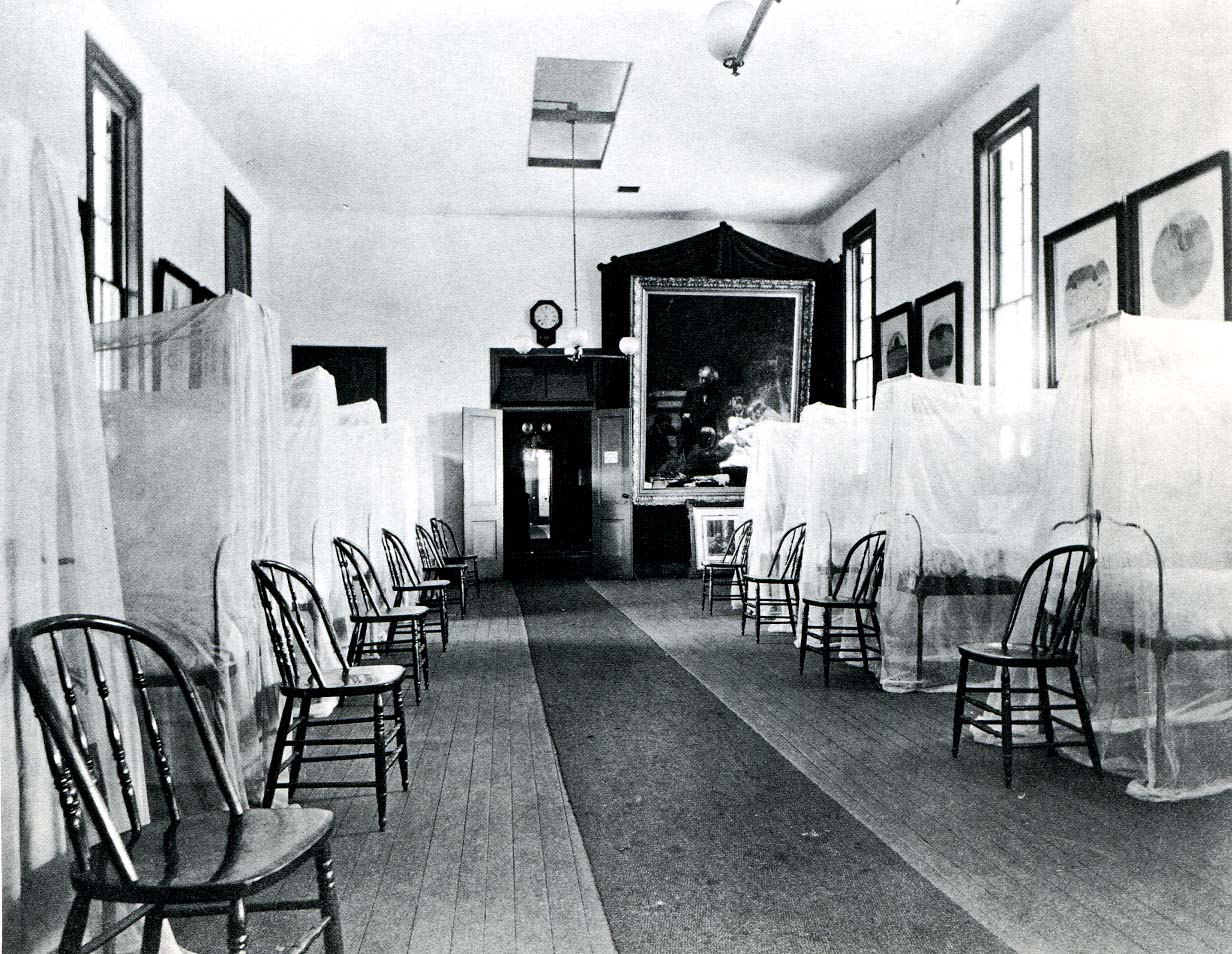
عيادة غروس معروضه في مستشفى البريد التابع للجيش الأمريكي في المعرض المئوي لعام 1876.

تم تثديم اللوحة ألى مستشفى البريد التابع للجيش الأمريكي في المعرض المئوي لعام 1876 في فيلادلفيا، ولكن تم رفضها من قبل لجنة الاختيار. عندما تم عرضه في النهاية بمستشفى البريد بالجيش الأمريكي، كتب ناقد لصحيفة نيويورك تريبيون:
واحدة من أكثر أللوحات تاثيراً، ورهبة، وفي نفس الوقت من أكثر لوحات هذا القرن أثارة للأهتمام... ولكن كلما امتدحها المرء أكثر، يجب على المرء أن يدين دخولها إلى المعرض حيث يجب على الرجال والنساء ذوي الأعصاب الضعيفة أن يضطرو إلى النظر إليها، لأن عدم النظر إليها أمر مستحيل.
كتب ناقد آخر عام 1885:
تتميز اللوحة بالعديد من الصفات الفنية الممتازة، لدرجة أن المرء يأسف لأن العمل ككل فشل في إرضاءه. الرسام المثير للإعجاب مثل هذا الرسام، مندهش من أنه في ترتيب الأشكال كان يجب أن يكون المنظور غير فعال لدرجة أن الأم صغيرة تمامًا بالنسبة لبقية المجموعة، وشخصية المريض غير واضحة لدرجة أنه من الصعب تحديد جزء الجسم الذي يقوم الجراح بإجراء العملية عليه بالضبط. ربما تكون النغمة أحادية اللون للتكوين مقصودة، من أجل تركيز التأثير على الفخذ الدموي والإصبع القرمزي للأستاذ العامل. ولكن كما هو الحال، يتم توجيه الانتباه في الحال وبشكل كامل إلى تلك اليد لإيصال الانطباع بأن هذا التركيز كان الغرض الوحيد من اللوحة. في لوحات مماثلة لريبيرا، وريغنو، وفنانين آخرين، حيث يتم الحصول على نتيجة حية دون التضحية بالضوء واللون في الأجزاء الأخرى من الصورة؛ والتأثير، على الرغم من أنه ليس أقل حدة، فهو بالتالي أقل إذهالًا.
لم تكن هذه التقييمات عالمية. كتب ناقد فني من فيلادلفيا، والذي ربما كان على دراية بالسياسات الشخصية التي تنطوي عليها المجموعة الاستشارية لأعضاء اللجنة من الفنانين الذين رفضوها:
لا يوجد شيء "فني" في القسم الأمريكي من قسم الفنون بالمعرض، ومن المؤسف جدًا أن حساسية لجنة الاختيار أجبرت الفنان على إيجاد مكان للوحته في مبنى مستشفى الولايات المتحدة. يشاع أن الدم على أصابع د. جروس جعل بعض أعضاء اللجنة مرضى، ولكن انطلاقا من جودة العمل الذي عرضوه نخشى أن الدم لم يكن وحده هو الذي جعلهم يمرضون. عُرف الفنانون من أعضاء اللجنة من قبل أنهم يمرضون عند رؤية أللوحات التي رسمها الفنانون الأصغر منهم سنًا والتي أجبروا في نفوسهم على الاعتراف بأنها كانت خارجة عن المضاهاة.
تمحور الجدل حول اللوحة فيما يخص عنفها والحضور الميلودرامي للمرأة. اقترح الخبراء المعاصرون أن اللوحة يمكن قراءتها من حيث قلق الإخصاء وتخيلات السيادة على الجسد (على سبيل المثال رأي الأستاذ الجامعي ميخائيل فرايد)، أو أنها توثق تناقض إيكنز حول تمثيل الاختلاف بين الجنسين (مثل رأي ألأستاذ الجامعي جينيفر دويل). تم فهم اللوحة أيضًا على أنها ترسم تشابهًا بين الرسم والجراحة وكتعريف على عمل الفنان بظهور الجراحة كمهنة محترمة. في عام 2002، أطلق عليها مايكل كيميلمان من صحيفة نيويورك تايمز اسم "يدا بيد، أفضل لوحة أمريكية في القرن التاسع عشر." في عام 2006، ردًا على البيع الوشيك لهذه اللوحة، نشرت صحيفة نيويورك تايمز "قراءة متقاربة". "الذي يرسم بعض وجهات النظر النقدية المختلفة حول هذا العمل الفني.

## محاولة بيع أللوحة
بعد شرائها مقابل 200 دولار أمريكي في وقت المعرض المئوية في فيلادلفيا، تم وضع اللوحة في مبنى الكلية بكلية جيفرسون الطبية، جامعة توماس جيفرسون في فيلادلفيا حتى تم نقلها في منتصف الثمانينيات إلى قاعة الخريجين. على الرغم من أنها غير موثقة، إلا أنه في أواخر السبعينيات، كانت هناك شائعة عن عرض كبير من قبل جامع قطع فنية كان يرغب في شراء أللوحة والتبرع بها للمعرض الوطني للفنون. في 11 نوفمبر 2006، صوت مجلس جامعة توماس جيفرسون علي بيع اللوحة مقابل 68 مليون دولار أمريكي للمعرض الوطني للفنون في واشنطن. ستمثل عملية البيع سعرًا قياسيًا لعمل فني صنع في الولايات المتحدة قبل الحرب العالمية الثانية.
تم اعتبار عملية البيع المقترحة على أنه عمل سري. في أواخر تشرين الثاني 2006، بدأت الجهود لابقاء اللوحة في فيلادلفيا، بما في ذلك صندوق مع مهلة 26 ديسمبر لجمع الأموال لشرائها وخطة لانشاء بند بشأن «الأشياء التاريخية» في قانون المحافظة التاريخي للمدينة. في غضون أسابيع، جمع الصندوق 30 مليون دولار، وفي 21 ديسمبر 2006، وافق (بنك واكوفيا) على إقراض الفرق حتى تم جمع الأموال المتبقية، مع الاحتفاظ باللوحة في المدينة في متحف فيلادلفيا للفنون. ولم تكن التعهدات وحدها كافية لتغطية سعر الشراء البالغ 68 مليون دولار أمريكي. أُجبرت أكاديمية بنسلفانيا للفنون الجميلة على بيع بعض من اللوحات التي كانت تمتلكها إلى متاحف مختلفة لجمع المبلغ.

توجد استنساخ للوحة عيادة غروس في مكان النسخة الأصلية في جامعة توماس جيفرسون.

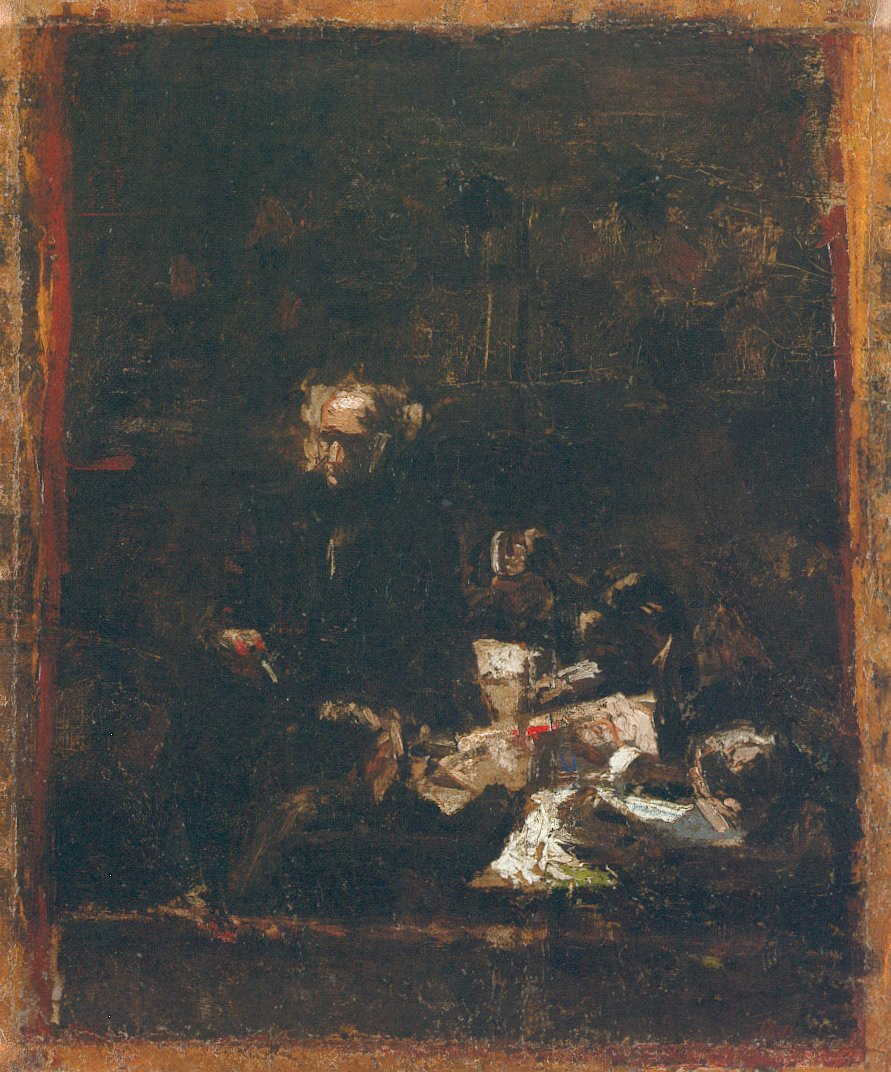
دراسة تركيبية (1875)، متحف فيلادلفيا للفنون.
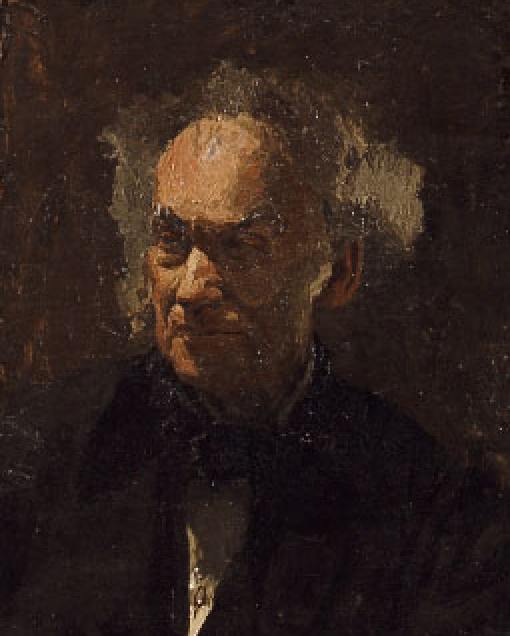
دراسة للدكتور غروس (1875)، متحف ورسيستر للفنون.
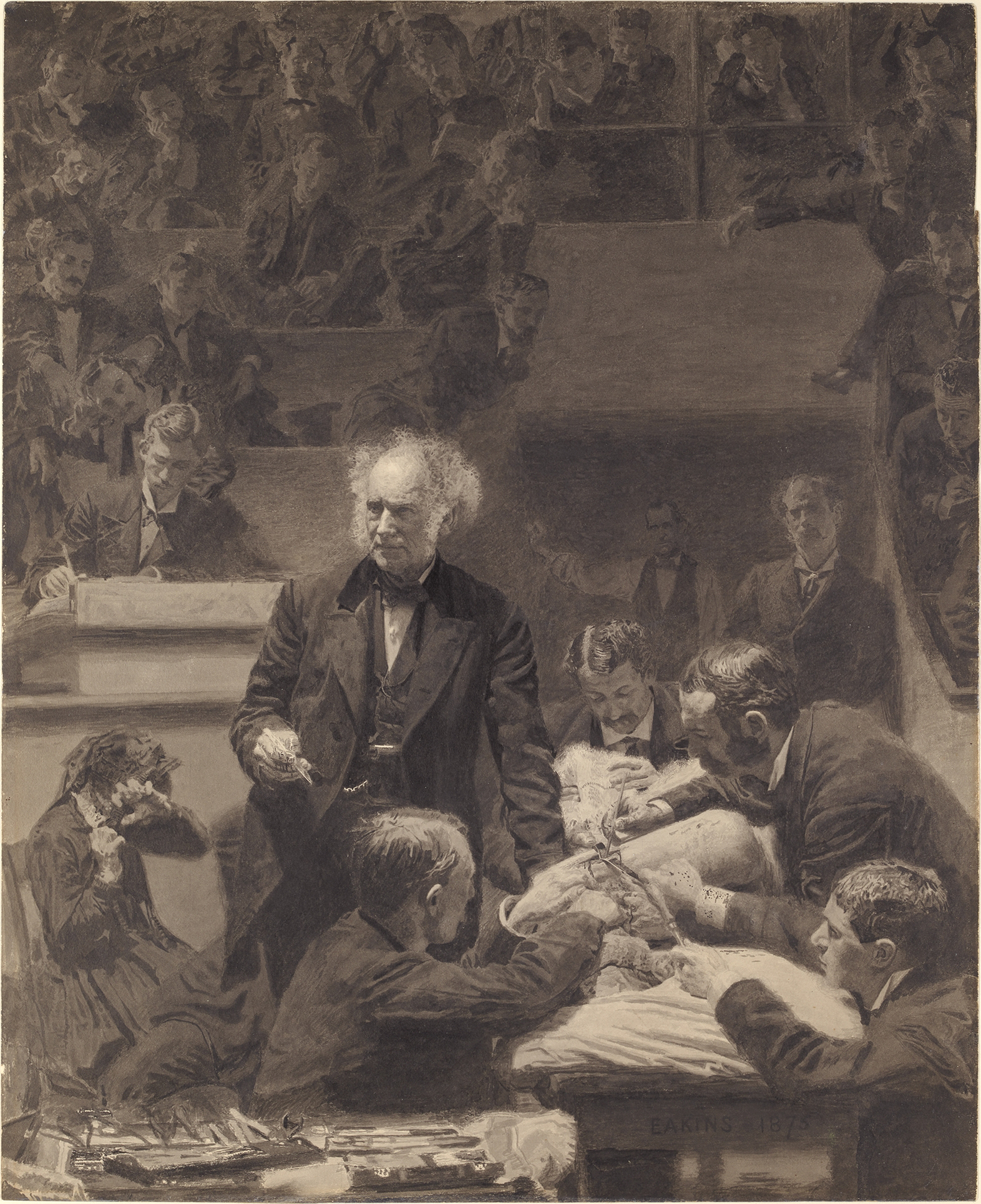
رسم أبيض وأسود للوحة (1875)، متحف متروبوليتان للفنون، نيويورك.
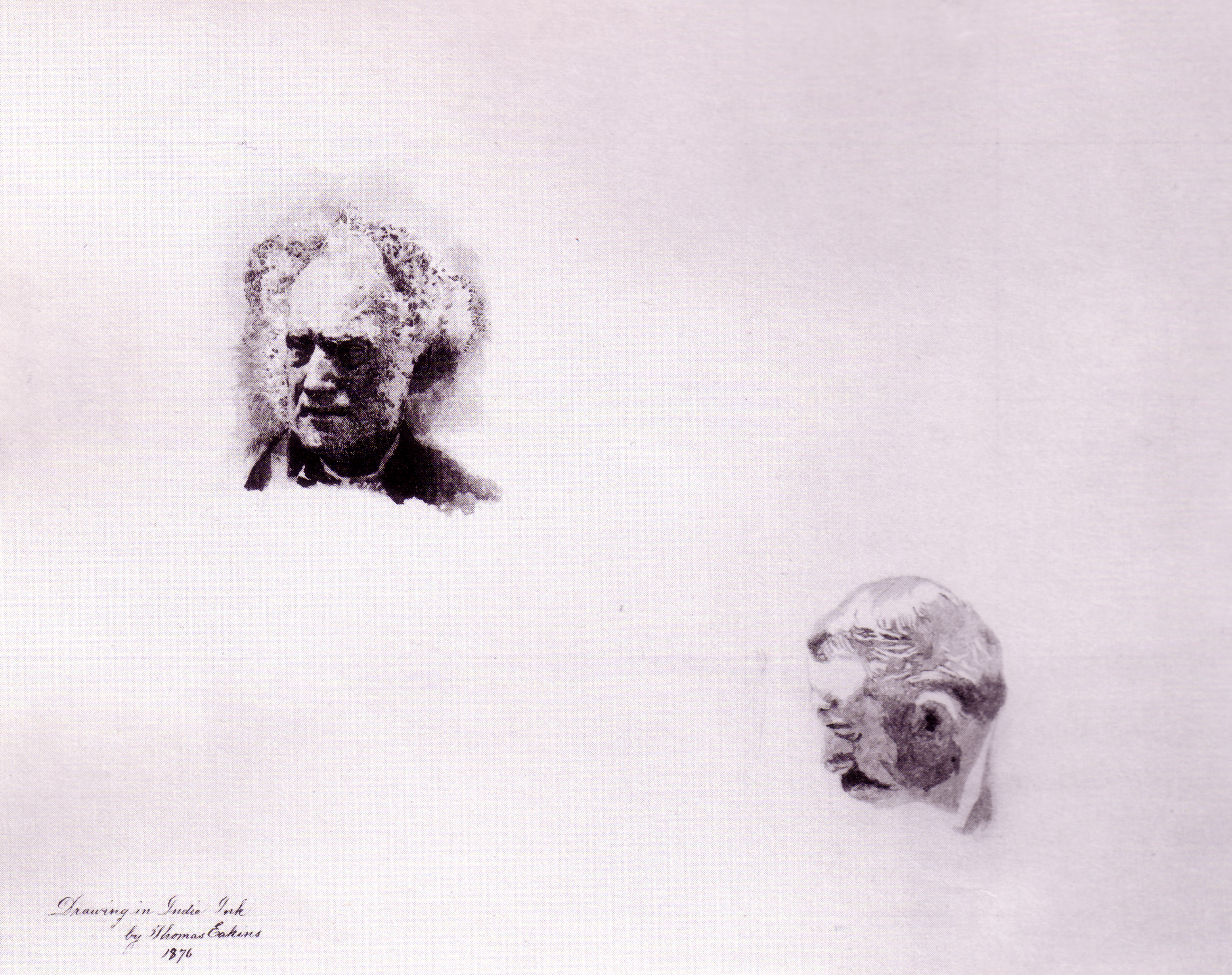
رسم لرأسين (1876)، متحف فيلادلفيا للفنون.
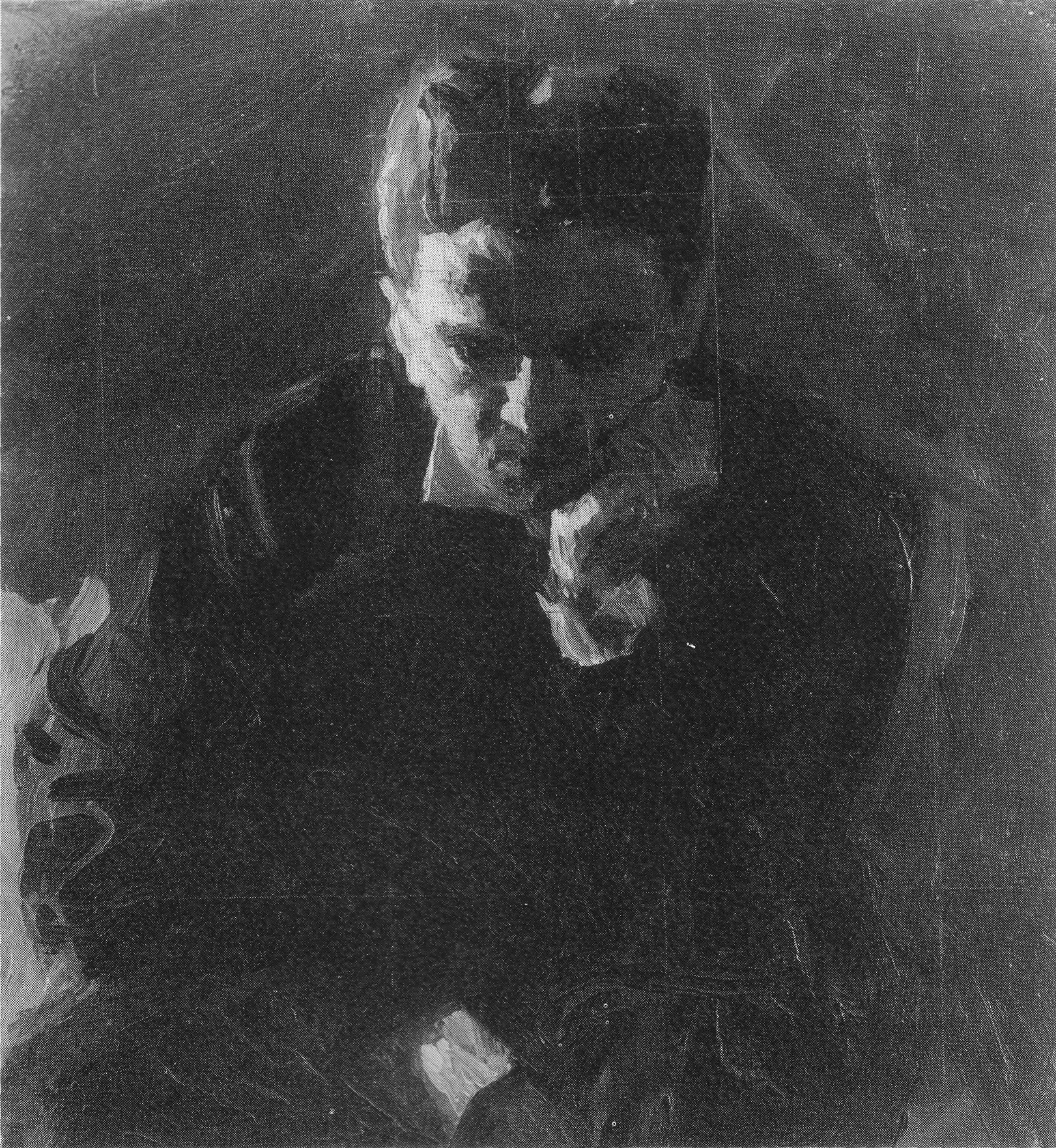
دراسة لروبرت سي في مايرز (1875)، مجموعة خاصة.

## الترميم
تم ترميم اللوحة ثلاث مرات. أدت عملية الترميم الأولى بين عامي 1917 و1925 إلى إتلاف اللوحة بشكل كبير، مما جعل الأشكال الثانوية في التركيبة مشرقة أو ضاربة إلى الحمرة بشكل غير منتسق. في عام 1929، كتبت سوزان ماكدويل إيكنز، أرملة الفنانة، رسالة شكوى بخصوص «الضوء الأحمر الهائل» الذي زور النغمات المقصودة للرسم. تم تعزيز دعم اللوحة بالخشب الرقائقي في عام 1915. تم استبدال الأخير في عام 1940 من قبل هانا مي هورنر، التي صممت اللوحة على دعامة من الخشب الرقائقي. في غضون عقدين من الزمن، بدأ هذا الدعم في الالتواء وهدد بتمزيق اللوحة إلى نصفين. في عام 1961، بناءً على طلب من كلية جيفرسون الطبية، أجرى متحف فيلادلفيا للفنون ترميمًا آخر، تحت ترميم المختص ثيودور سيجل. وصف مارك تاكر أحد العاملين على الترميم، العمل بأنه «مهمة إنقاذ... كنا ننقذ اللوحة من تمزيق نفسها إلى النصف. كانت رؤوس المسامير التي بدأت بالأنحناء إلى الأمام تظهر على شكل نتوءات على اللوحة، لقد كان الأمر حابساً للأنفاس». استخدم سيجل لوحة دارات مطبوعة لإزالة الخشب الرقائقي حتى آخر طبقة. تم إزالة بقية الخشب والصمغ يدويًا بشق الأنفس. كما قام سيجل وزملاؤه، إلى حد ما، بترميم الوجوه الموجودة في أعلى يمين اللوحة. في عام 2009، استجابةً للمخاوف طويلة المدى بشأن التناقضات في تصرف اللوحة للظلام والضوء، قام القائمون على الترميم في متحف فيلادلفيا للفنون بترميم أللوحة من يوليو 2009 إلى يوليو 2010، وخلال هذه الفترة لم تكن اللوحة مرئية للعامة. سعت عملية الترميم إلى التراجع عن التغييرات التي أجريت خلال ترميم عام 1917. تم استعادة تعريف الأجزاء، بما في ذلك تصوير إيكنز الذاتي، باستخدام نسخة مبللة بالحبر من اللوحة التي رسمها الفنان، بالإضافة إلى صورة التقطها متحف متروبوليتان للفنون قبل تغييرات كلية الطب في عام 1917.

## الرسام

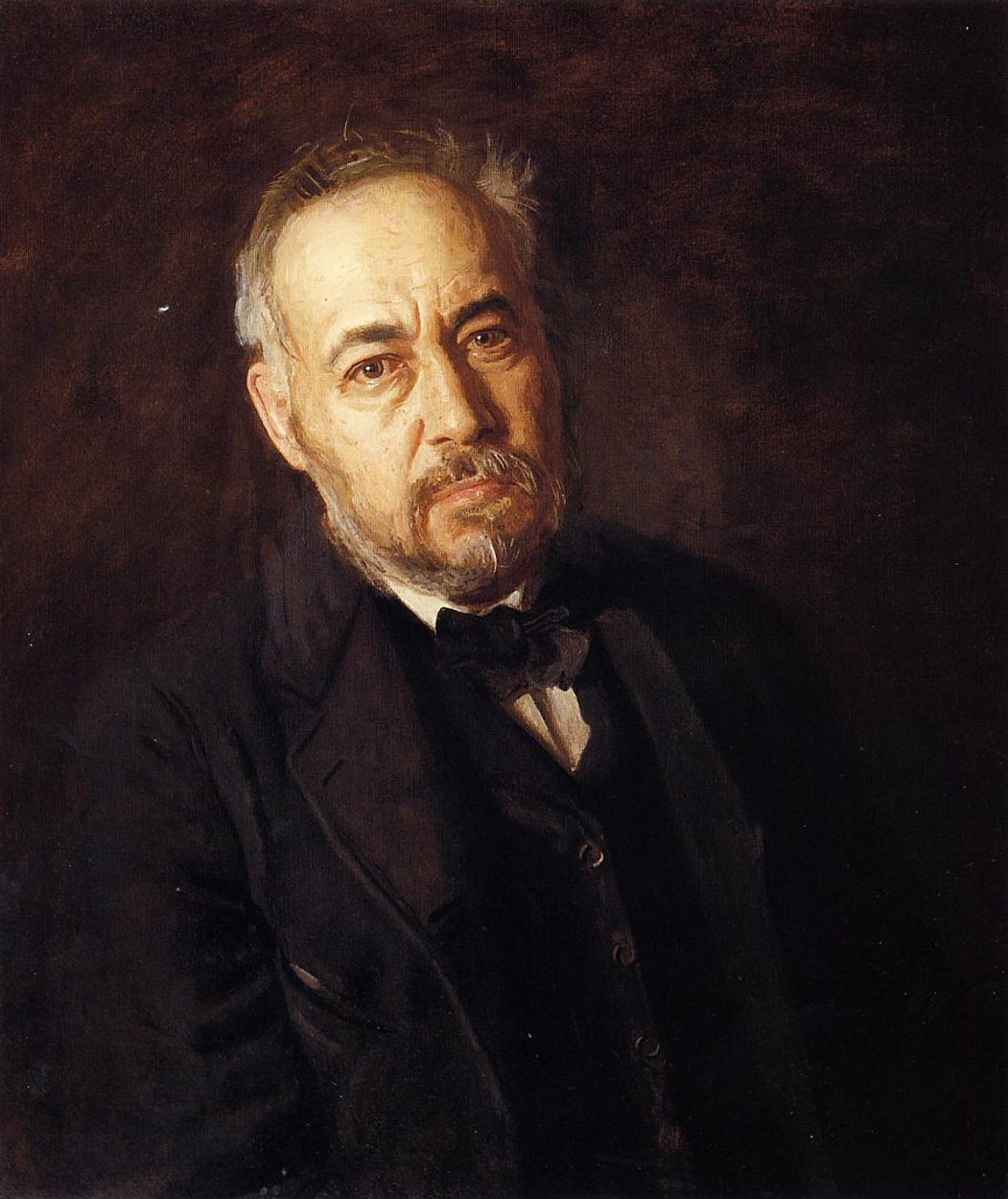
توماس كوبرثويت إيكنز

كان توماس كوبرثويت إيكنز (المولود في 25 من يوليو 1844م – 25 من يونيو 1916م) رسامًا تابع للمدرسة الواقعية، ومصورًا فوتوغرافيًا، ونحاتًا، ومعلمًا للفنون التشكيلية. وكان يُعرف بكونه أحد أهم الفنانين في تاريخ الفن الأمريكي. فطوال حياته الفنية، منذ أوائل سبعينيات القرن التاسع عشر وإلى أن بدأت صحته في التدهور بعد أربعين سنة تقريبًا، عمل إيكنز بشكل قاسٍ، مختارًا لسكان بلدته فيلادلفيا كمواضيع لأعماله. فقد قام برسم مئات اللوحات الفنية، كان أغلبها لأصدقائه، أو أفراد عائلته، أو أناس بارزين في الفنون، والعلوم، والطب، والدين. وإجمالاً، تقدم لوحاته نظرة عامة للحياة الفكرية لمدينة فيلادلفيا في أواخر القرن التاسع عشر وأوائل القرن العشرين؛ فكل منها على حدة، يشكل تصويرًا ثاقبًا للأشخاص المفكرين. وعلاوة على ذلك، قدم إيكنز عددًا من اللوحات الكبيرة التي تناولت موضوعات من خارج غرفة الرسم كالمكاتب، والشوارع، والحدائق، والأنهار، والساحات، والمدرجات الجراحية في مدينته. كما سمحت له هذه الأماكن المفتوحة برسم المواضيع الأكثر إلهامًا بالنسبة له: حركة الشخصيات العارية أو خفيفة الملابس. وقد كان بإمكانه صياغة أشكال الجسم في ضوء الشمس الكامل خلال عملية الرسم، وخلق صور من الفضاء السحيق باستخدام دراسته لفن الرسم المنظوري. كما كان عمله كمدرس لا يقل أهميةً عن كونه رسامًا. كان إيكنز كمعلم شخصية بالغة التأثير في الفن الأمريكي. وكانت الصعوبات التي عانى منها كفنان في سعيه لرسم صورة واقعية وشخصية تتوازى أو أحيانًا تتضخم في حياته المهنية كمعلم، حيث الفضائح السلوكية والجنسية التي اقتطعت نجاحه وضرت بسمعته. كما كان إيكنز يهتم اهتمامًا كبيرًا بالتكنولوجيا الجديدة في حركة التصوير الفوتوغرافي، وهو يعتبر من المبتكرين في هذا المجال. كان إيكنز شخصية مثيرة للجدل، لم تلق أعمله سوى القليل من الاعتراف الرسمي خلال حياته. ومنذ وفاته، يقوم مؤرخو الفن بالاحتفاء به «كأقوى الفنانين الواقعيين وأكثرهم عمقًا في الفن الأمريكي في القرن التاسع عشر وأوائل القرن العشرين».